# Museo Municipal de Bellas Artes de Santa Cruz de Tenerife

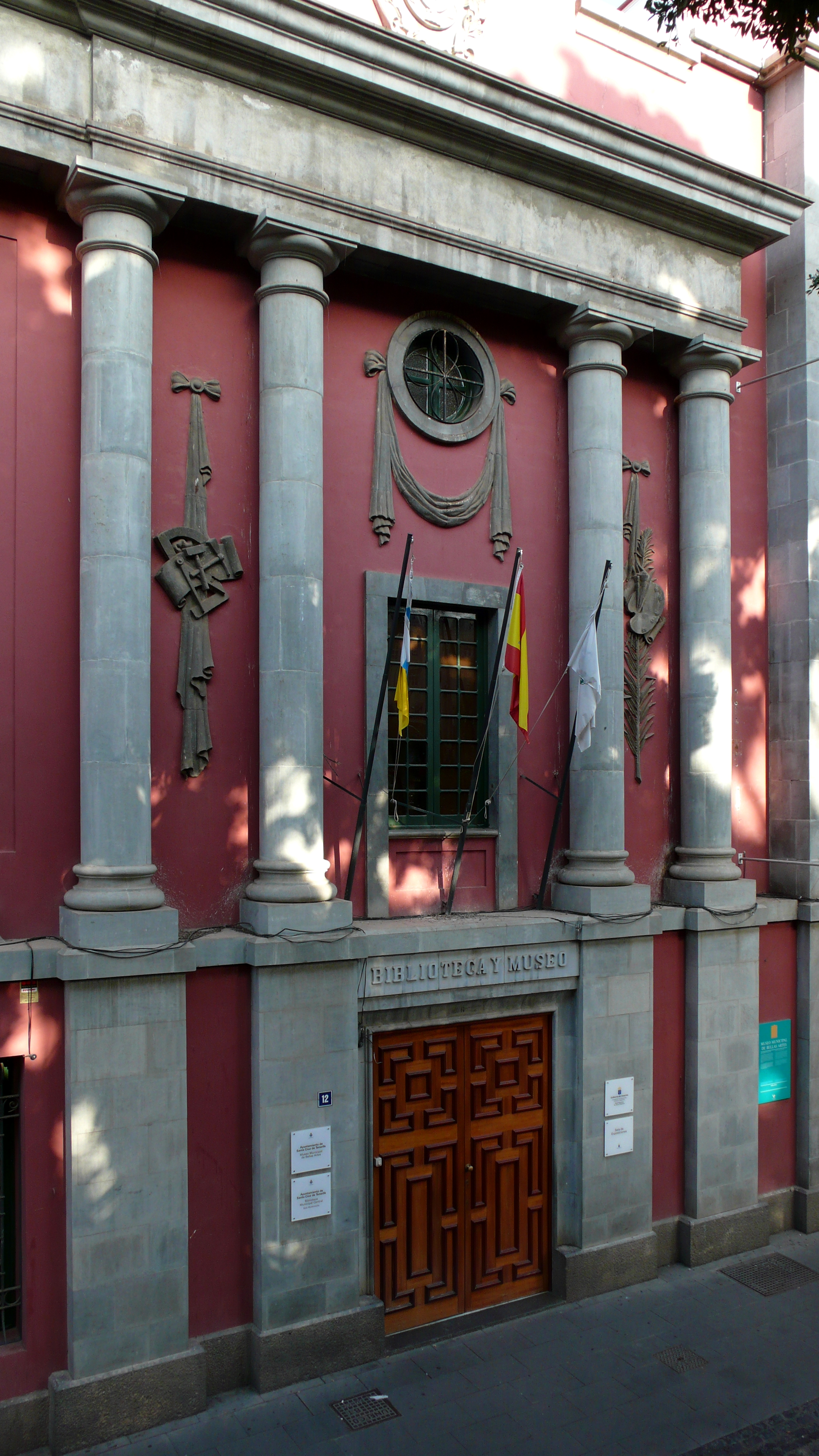
Museo Municipal de Bellas Artes de Santa Cruz de Tenerife

Museo Municipal de Bellas Artes de Santa Cruz de Tenerife ist ein Kunstmuseum in der Stadt Santa Cruz auf der spanischen Insel Teneriffa. Es befindet sich in der Calle José Murphy unterhalb der Plaza del Príncipe de Asturias.

## Geschichte
Gegründet wurde das Museum 1840, als die Stadtverwaltung von Santa Cruz beschloss, die Flaggen der  britischen Flotte, die bei dem Angriff auf Santa Cruz de Tenerife (1797) der britischen Marine unter Konteradmiral Nelson 1797 zurückgelassen worden waren, angemessen aufzubewahren. Das heutige im Stil des Klassizismus errichtete Museumsgebäude wurde 1929 durch den Architekten Eladio Laredo Carranza entworfen. Es wurde nach dem Abriss des ehemaligen Franziskaner-Klosters San Pedro Alcántara auf dem westlichen Teil des Grundstücks gebaut.

## Die Sammlung
Das Museum zeigt neben einer Reihe von Bildern niederländischer Maler des 16. Jahrhunderts und weiteren Werken der europäischen Kunstgeschichte bis zum 19. Jahrhundert eine Sammlung kanarischer Künstler, wie
Gaspar de Quevedo, Cristóbal Hernández de Quintana, Juan de Miranda, González Méndez, Valentín Sanz, Francisco Bonnín Guerín, Guillermo Sureda Arbelo, Alfaro, Guezala, Pedro González und Oscar Domínguez
Um die 40 der gezeigten Bilder flämischer Meister stammen aus den Beständen des Prado, dessen Niederländer-Sammlung ca. 3.500 Objekte umfasst. Eines der Hauptwerke des Museums ist der Nava-Grimón-Triptychon.